# Вокзальная улица (Зеленогорск)
Вокза́льная у́лица — улица в городе Зеленогорске Курортного района Санкт-Петербурга. Проходит от проспекта Ленина за 1-й Загородный переулок до дома 35.
С 1920-х годах улица именовалась Asemakatu, то есть Вокзальной улицей на финском языке. Топоним связан с тем, что улица проходит вдоль вокзала железнодорожной станции Зеленогорск. С тех пор и до 1940-х в состав Asemakatu входила также современная Паровозная улица. После разделения на две улицы западная часть стала Вокзальной.
В 50 м от проспекта Ленина по мосту пересекает реку Жемчужную. Напротив вокзала, у дома 9, корпус 1, находится Привокзальный сквер с фонтаном.

## Перекрёстки
- Проспект Ленина / Паровозная улица
- Загородная улица
- 1-й Загородный переулок